# Plymouth Model Q
Plymouth Model Q – samochód osobowy produkowany pod amerykańską marką Plymouth w latach 1928–1929.

## Galeria

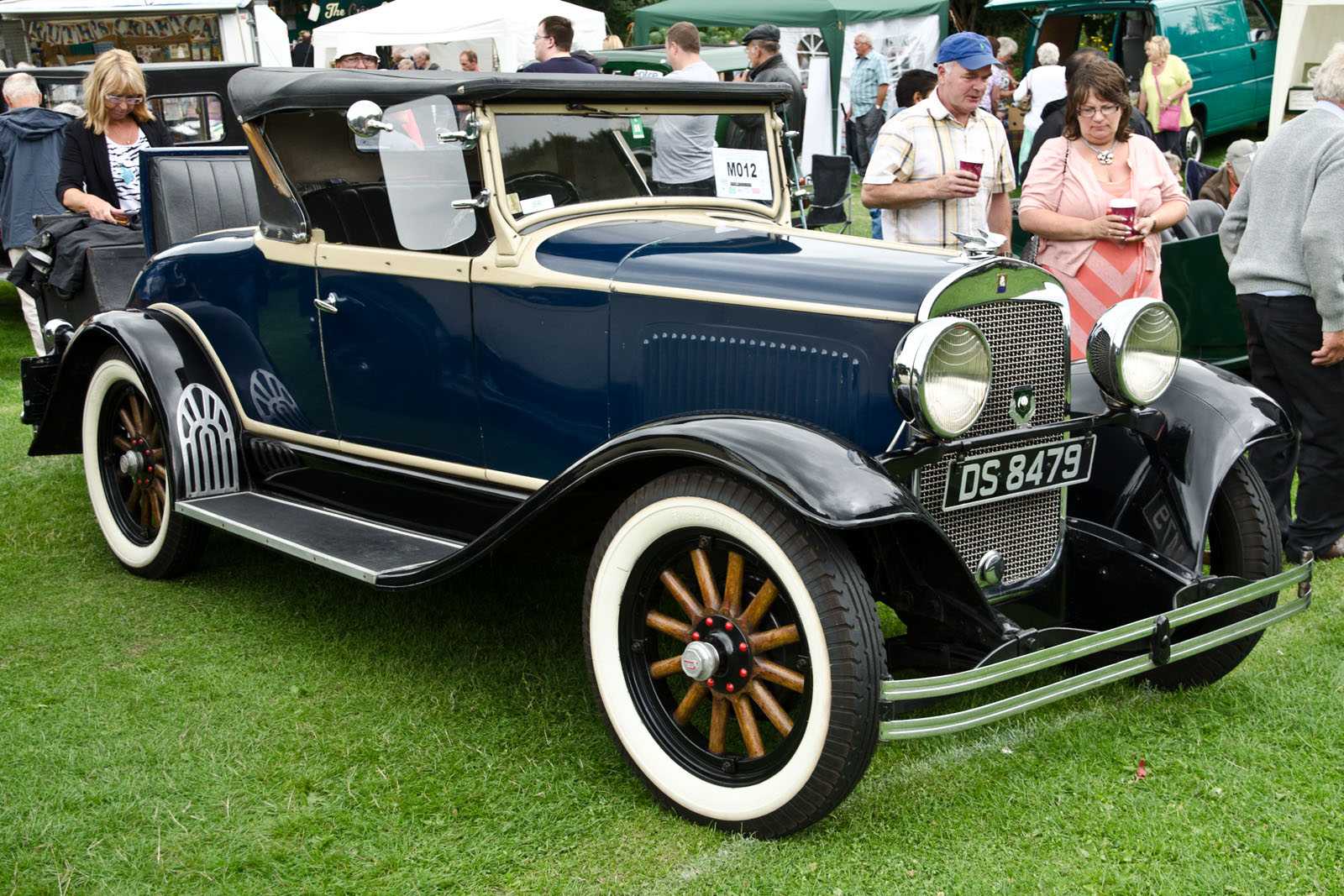
Plymouth Model Q Roadster
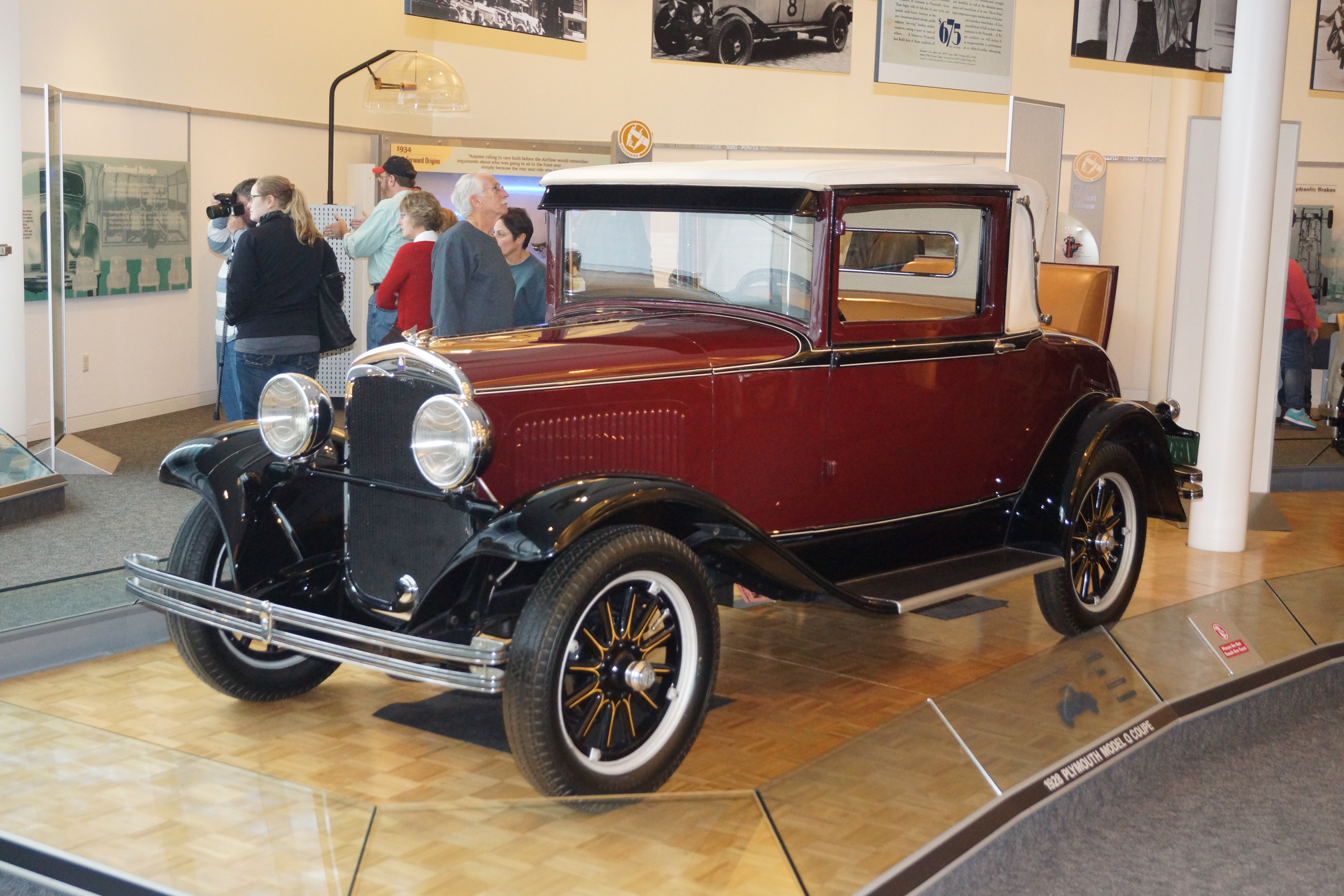
Plymouth Model Q Coupe